# Fokföldi veréb
A fokföldi veréb (Passer melanurus) a madarak osztályának verébalakúak (Passeriformes)  rendjébe és a verébfélék (Passeridae) családjába tartozó faj.

## Rendszerezése
A fajt Philipp Ludwig Statius Müller német zoológus írta le 1776-ban, a Loxia nembe Loxia melanura néven.

## Alfajai
- Passer melanurus melanurus (Statius Muller, 1776) - a Dél-afrikai Köztársaság nyugati része
- Passer melanurus vicinus - a Dél-afrikai Köztársaság keleti része (Szabadállam és onnan keletre Kelet-Fokföld) és Lesotho
- Passer melanurus damarensis (Reichenow, 1902) - Angola legdélibb partvidéki része, Namíbia, Botswana, Zimbabwe déli része és a Dél-afrikai Köztársaság csatlakozó északi része[2]

## Előfordulása
Afrika déli részén, Angola, Botswana, a Dél-afrikai Köztársaság, Lesotho, Namíbia és Zimbabwe területén honos.
Természetes élőhelyei a szubtrópusi vagy trópusi füves puszták és cserjések, valamint szántóföldek, vidéki kertek és városi régiók. Állandó, nem vonuló faj.

## Megjelenése
Testhossza 16 centiméter, testtömege 17-38 gramm.
|  |  |

## Életmódja
Elsősorban magvakkal táplálkoznak, de puha növényi részeket és rovarokat is fogyasztanak.

## Természetvédelmi helyzete
Az elterjedési területe rendkívül nagy, egyedszáma pedig stabil. A Természetvédelmi Világszövetség Vörös listáján nem fenyegetett fajként szerepel.